# Celleporaria desperabilis
Celleporaria desperabilis är en mossdjursart som beskrevs av Ryland och Hayward 1992. Celleporaria desperabilis ingår i släktet Celleporaria och familjen Lepraliellidae. Inga underarter finns listade i Catalogue of Life.